# Haminoea cymbalum
Haminoea cymbalum is een slakkensoort uit de familie van de Haminoeidae. De wetenschappelijke naam van de soort is voor het eerst geldig gepubliceerd in 1832 door Quoy & Gaimard.